# Sono le venti
Sono le venti è stato un programma televisivo di approfondimento giornalistico trasmesso su Nove dal 20 gennaio al 19 giugno 2020, condotto dal giornalista Peter Gomez.

## Programma
Il programma trattava nel corso della puntata le più importanti notizie concernenti la politica, la cronaca e lo spettacolo. La direzione artistica era affidata a Duccio Forzano. La redazione, coordinata da Alessandro Madron, è composta dai giornalisti Franz Baraggino, Michele Bonucci, Paola Cavadi, Mauro Del Corno, Marika Dell’Acqua, Nicole Di Ilio, Luigi Franco, Paolo Frosina, Thomas Mackinson, Francesca Martelli, Marco Procopio.

## Edizioni
| Edizione | Prima puntata   | Ultima puntata | Puntate | Conduzione  | Rete | Telespettatori | Share |
| -------- | --------------- | -------------- | ------- | ----------- | ---- | -------------- | ----- |
| 1ª       | 20 gennaio 2020 | 19 giugno 2020 | 111     | Peter Gomez | Nove | 230.000        | 0,95% |